# Hainzell
Hainzell is een plaats in de Duitse gemeente Hosenfeld, deelstaat Hessen, en telt 1223 inwoners (2006).